# Cis fagi
Cis fagi là một loài bọ cánh cứng trong họ Ciidae. Loài này được Waltl miêu tả khoa học năm 1839.